# Hidroelektrana Miljacka
Hidroelektrana Miljacka ili HE Miljacka je derivacijska hidroelektrana koja se nalazi na rijeci Krki, 15 kilometara nizvodno od Knina (Šibensko-kninska županija). Ukupna instalirana snaga HE Miljacka je 24 MW (4 Francisove turbine: 1 x 4,8 MW iz 1906. i 3 x 6,4 MW iz 1956.). Raspoloživi konstruktivni pad vode je 102 metra. Ukupni instalirani volumni protok je 30 m3/s (3 x 8 m3/s + 1 x 6 m3/s). Srednja godišnja proizvodnja električne energije je 122 GWh, dok je maksimalna proizvodnja bila 147 GWh (1974.). HE Miljacka je najveća hidroelektrana na rijeci Krki. Njezina izgradnja započela je 1904., a puštena je u pogon u travnju 1906. (prvi agregat), a u konačnom opsegu 1907. godine. Do 1910. godine bila je najsnažnija hidroelektrana u Europi.
HE Miljacka je jedna od najstarijih aktivnih hidroelektrana u svijetu. Bila je to oko 1906. jedina elektrana u Europi iz koje je generatorski napon od 30 000 V odvođen do 35 kilometara udaljenog potrošača. Sagradilo ju je društvo Sufid za potrebe svojih tvorničkih postrojenja u Šibeniku. Tu jedinstvenu hidroelektranu, zbog koje je rijeka Krka (dakle, i današnji Nacionalni park Krka) ostala bez čak 4 slapa – Brljana, Manojlovca, Rošnjaka i Miljacke, od kojih je Manojlovac najviši slap u Hrvatskoj, ručno su gradili radnici iz Albanije. Ručno je prokopan čak i njen gravitacijski tunel promjera 10,7 metara, dug 1620 metara, kojim se voda iz jezera Brljana dovodi do elektrane. Iskustva stečena na HE Miljacka bila su dragocjena za razvoj elektroindustrije u Europi. HE Miljacka tek je 1948. uključena u srednjodalmatinski elektroenergetski sustav, a do tada je zbog specifičnog napona vlastite prostorije osvjetljavala petrolejkama ili strujom iz HE Jaruga na Skradinskom buku.
U HE Miljacka su ostala 2 izvorna generatora, a 2 su tijekom Drugog svjetskog rata njeni talijanski vlasnici zbog rekonstrukcije odvezli u Šibenik. Jedan je agregat isječen i bačen u staro željezo, a drugi je odvezen u Italiju, odakle nikada nije vraćen.

## Slike
- Zgrade elektrane
- U strojarnici je jedan agregat iz 1906. i 3 agregata iz 1956.
- Popravak agregata